# Тетрахева
Тетрахева (груз. თეთრახევა) — село в Грузии, на территории Тианетского муниципалитета края (мхаре) Мцхета-Мтианети.

## География
Село находится в центральной части Грузии, на правом берегу реки Кусно (правый приток Иори), на расстоянии приблизительно 1 километра (по прямой) к юго-западу от посёлка городского типа Тианети, административного центра муниципалитета. Абсолютная высота — 1113 метров над уровнем моря.

## Население
По результатам официальной переписи населения 2014 года в Тетрахеве проживало 39 человек (21 мужчина и 18 женщин). В национальной структуре населения грузины составляли 97,4 %.
| Год  | Население, человек |
| ---- | ------------------ |
| 2002 | 74                 |
| 2014 | ↘ 39               |